# 阜新市
阜新市（ふしん-し）は、中華人民共和国遼寧省に位置する地級市。

## 地理
阜新市は遼寧省省都である瀋陽市の西北西、東経121度1分から122度56分、北緯41度41分から42度56分に位置する。遼河とその支流、および大凌河の上流・中流の丘陵地帯に市域は広がっている。
北は内モンゴル自治区通遼市のホルチン（科爾沁）草原に、東は遼河が形成する平野に、西は熱河山地に接している。主な山地には烏蘭木図山・駱駝山・大青山・伊馬図山がある。主な河川は繞陽河・柳河・牛河・大凌河・細河・秀水河などがある。
大陸性気候で、半分湿潤・半分乾燥している。年平均降水量は481ミリメートル。年平均気温は7.6度で冬季は厳寒になる。

## 行政区画
5市轄区・1県・1自治県を管轄する。
- 市轄区：
  - 細河区・海州区・太平区・新邱区・清河門区
- 県：
  - 彰武県
- 自治県：
  - 阜新モンゴル族自治県

| 阜新市の地図                                                     |
| ---------------------------------------------------------------- |
| 海州区 新邱区 太平区 清河門区 細河区 阜新モンゴル族自治県 彰武県 |

### 年表
この節の出典

#### 遼西省阜新市
- 1949年10月1日 - 中華人民共和国遼西省阜新市が発足。一区から三区までの区を設置。(3区)
- 1953年12月31日 - 一区の一部が分立し、四区が発足。(4区)
- 1954年6月19日 - 遼西省の分割により、遼寧省阜新市となる。

#### 遼寧省阜新市
- 1955年10月5日 - 一区が海州区に、二区が孫家湾区に、三区が新邱区に、四区が六家子区にそれぞれ改称。(4区)
- 1956年2月10日 - 孫家湾区が太平区に改称。(4区)
- 1956年12月3日 - 六家子区が海州区に編入。(3区)
- 1958年12月20日 - 錦州専区彰武県・阜新モンゴル族自治県を編入。(3区1県1自治県)
- 1960年10月31日 - 海州区の一部が分立し、平安区が発足。(4区1県1自治県)
- 1963年1月21日 - 海州区・太平区・新邱区のそれぞれ一部が合併し、郊区が発足。(5区1県1自治県)
- 1963年10月18日 - 平安区が海州区に編入。(4区1県1自治県)
- 1983年2月21日 - 阜新モンゴル族自治県の一部が分立し、清河門区が発足。(5区1県1自治県)
- 1984年9月11日 - 郊区が細河区に改称。(5区1県1自治県)
- 2002年4月27日 (5区1県1自治県)
  - 細河区の一部が海州区・太平区・新邱区に分割編入。
  - 海州区の一部が細河区に編入。

## 経済
産業は農業のほか、石炭の採掘が多くの部分を占めているが、資源枯渇が進んでいる。炭鉱の衰退にからむ多くの問題を抱えた都市である。

### 炭鉱
かつては中国の重要な炭鉱都市・石炭工業都市であったが、過度な採掘により資源枯渇が進行した1990年代以降は、多くの炭鉱で従業員の一時帰休が行われ失業率が上昇、また採掘跡では地表が陥没する被害も頻発している。

#### 事故
- 2005年2月14日には孫家湾炭鉱でのガス爆発で210人以上が死亡するという、中国の炭鉱事故としてはこの15年間で最悪の事故が発生。
- 2008年9月4日にも清河門区河西鎮第八炭鉱で事故。
- 2014年11月27日、炭鉱名不詳の国営炭鉱にてガス爆発、及び火災が発生。坑内で作業していた26人が死亡、50人が負傷。市内の震度計でマグニチュード1.6の揺れが観測[2]。

## 交通
北京と瀋陽を結ぶG101国道が市内を通っている。また、石炭を採掘する阜新鉱務局の鉄路運輸部によって市内に大きく鉄道が敷かれており、この中で旅客輸送を行っている。

### 鉄道

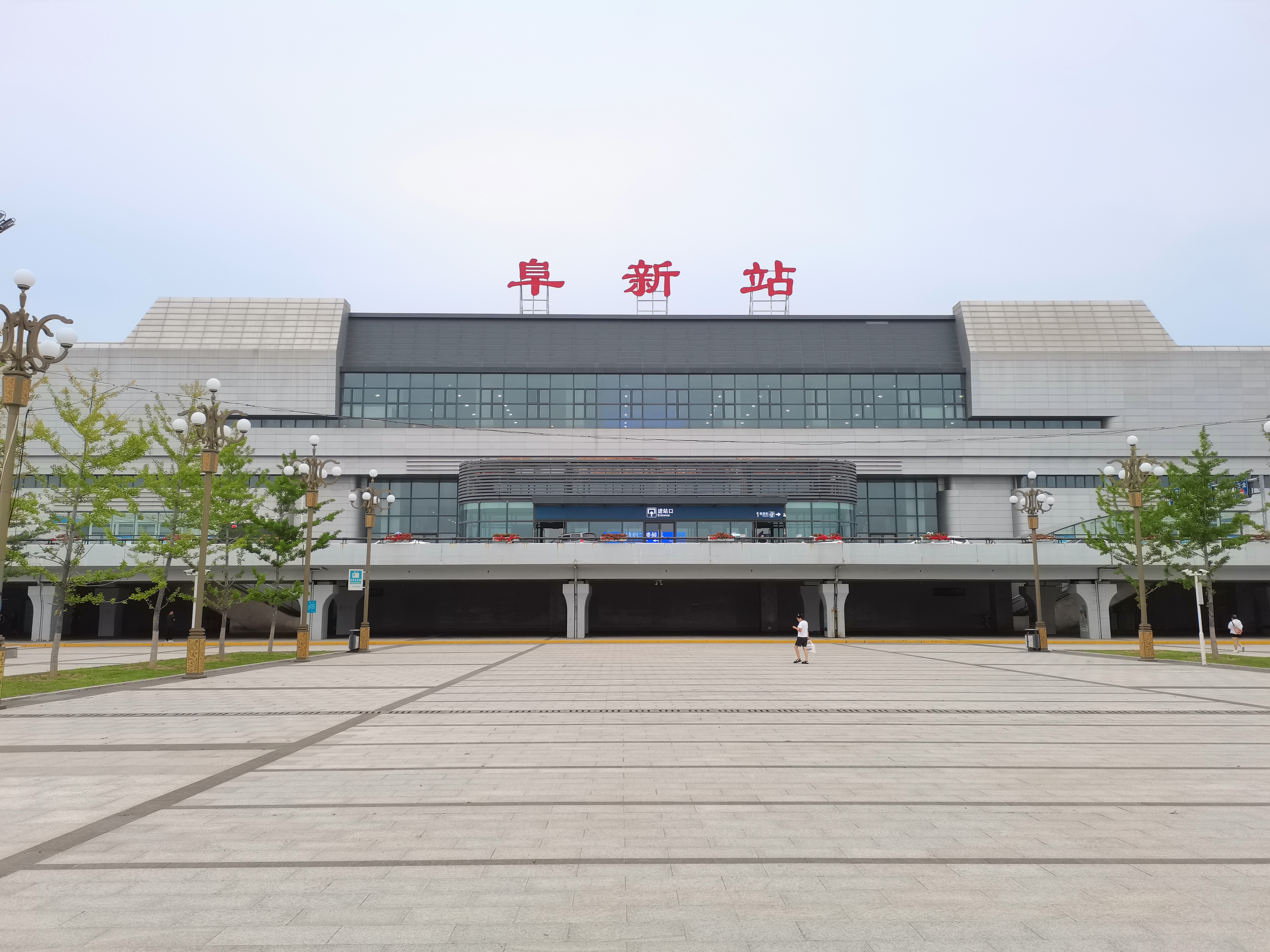
京瀋旅客専用線 阜新駅

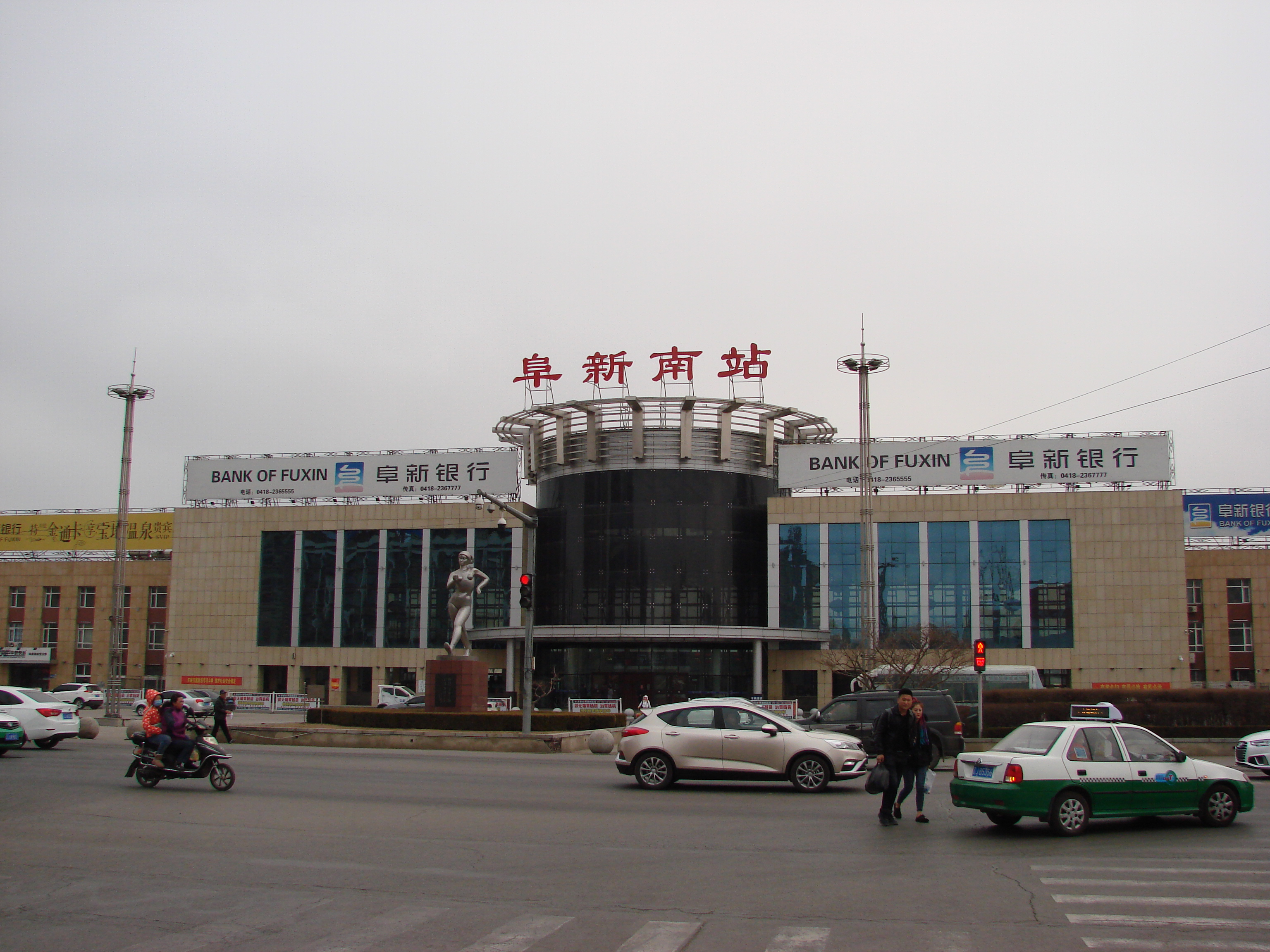
新義線 阜新南駅

- 中国国家鉄路集団
  - 京瀋旅客専用線
  - 新通旅客専用線（中国語版）
  - 大鄭線
  - 新義線（中国語版）

### 道路
- 高速道路
  -  長深高速道路
  -  新魯高速道路（中国語版）
  -  阜錦高速道路（中国語版）
  -  奈営高速道路（中国語版）
- 国道
  -  G101国道
  -  G304国道

## 教育
- 遼寧工程技術大学

## 出身者
- 陳磊 (バスケットボール選手)
- 龐龍 (歌手)
- 湯玉麟 (軍人)
- 楊秀麗 (柔道家)